# 前30年代
| 千纪： | 前1千纪                                                                                          |
| 世纪： | 前2世纪 \| 前1世纪 \| 1世纪                                                                      |
| 年代： | 前60年代 \| 前50年代 \| 前40年代 \| 前30年代 \| 前20年代 \| 前10年代 \| 前0年代                  |
| 年份： | 前39年 \| 前38年 \| 前37年 \| 前36年 \| 前35年 \| 前34年 \| 前33年 \| 前32年 \| 前31年 \| 前30年 |

前30年代從前39年1月1日開始，於前30年12月31日結束。

## 大事记
- 屋大维、马克·安东尼和雷必达的后三头同盟破裂。屋大维与马克·安东尼在其权力之争中获胜，古埃及托勒密王朝结束，埃及不再是一个独立王国。罗马帝国成形。
- 高句丽建国。
- 大希律王成为受罗马保护的犹太人的国王，建造马萨达（前37年至前31年）。

## 出生
- 小安東妮雅，安东尼之女

## 逝世
- 汉元帝，西汉皇帝
- 马克·安东尼，罗马政治家和军人
- 克利奥帕特拉七世，埃及最后一位法老